# Bootjack
Bootjack és una concentració de població designada pel cens dels Estats Units a l'estat de Califòrnia. Segons el cens del 2000 tenia 1.588 habitants.

## Demografia
Segons el cens del 2000, Bootjack tenia 1.588 habitants, 636 habitatges, i 471 famílies. La densitat de població era de 34 habitants per km².
Dels 636 habitatges en un 29,6% hi vivien nens de menys de 18 anys, en un 59,6% hi vivien parelles casades, en un 8,3% dones solteres, i en un 25,8% no eren unitats familiars. En el 21,1% dels habitatges hi vivien persones soles el 10,1% de les quals corresponia a persones de 65 anys o més que vivien soles. El nombre mitjà de persones vivint en cada habitatge era de 2,5 i el nombre mitjà de persones que vivien en cada família era de 2,88.
Per edats la població es repartia de la següent manera: un 25,2% tenia menys de 18 anys, un 4% entre 18 i 24, un 21,2% entre 25 i 44, un 31% de 45 a 60 i un 18,6% 65 anys o més.
L'edat mediana era de 45 anys. Per cada 100 dones de 18 o més anys hi havia 96 homes.
La renda mediana per habitatge era de 30.991 $ i la renda mediana per família de 33.092 $. Els homes tenien una renda mediana de 39.145 $ mentre que les dones 24.271 $. La renda per capita de la població era de 14.771 $. Entorn del 8,2% de les famílies i el 10,7% de la població estaven per davall del llindar de pobresa.

## Poblacions més properes
El següent diagrama mostra les poblacions més properes.